# Desa Bader (administrativ by i Indonesien, lat -6,86, long 111,66)
Desa Bader är en administrativ by i Indonesien.   Den ligger i provinsen Jawa Timur, i den västra delen av landet, 500 km öster om huvudstaden Jakarta.